# Wiener Hochverratsprozess 1870
Der Wiener Hochverratsprozess begann am 4. Juli 1870 im Wiener Landgericht unter strengen Sicherheitsvorkehrungen. Der Prozess richtete sich gegen vierzehn Arbeiterfunktionäre und Anführer der Sozialdemokratischen Arbeiterpartei, unter ihnen Heinrich Oberwinder, Johann Most, Andreas Scheu, Papst und Perrin. 
Anlass für die Verhandlung war eine am 13. Dezember 1869 vom Gumpendorfer Arbeiterbildungsverein abgehaltene Protestkundgebung vor dem Reichsratsgebäude, die etwa 20.000 Teilnehmer fand. Sie zielte auf politische und gewerkschaftliche Rechte der Arbeiterschaft ab. In der Folge wurden die verantwortlichen Organisatoren der Veranstaltung unter dem Vorwurf des Hochverrats festgenommen und wegen ihrer „staatsgefährdenden“ Gesinnung angeklagt.
Trotz fehlender Beweise wurden am 19. Juli 1870 vom Gericht Urteile gesprochen. Heinrich Oberwinder, einer der Pioniere der deutschen Arbeiterbewegung, wurde zu 6 Monaten Haft verurteilt. Die Spitzenvertrauensmänner der organisierten Arbeiterschaft wurden zu sechs Jahren Kerker verurteilt.
Nach diesem Prozess lösten die Behörden die meisten Arbeiterbildungsvereine auf, von denen die Mehrheit nur wenige Monate lang existierte. Die meisten waren erst am 7. April 1870 entstanden, als die Regierung das Koalitionsverbot (Verbot des Zusammenschlusses der Arbeiter aus dem Jahr 1864)  aus Angst vor einer gefährlichen revolutionären Entwicklung aufgehoben hatte. Das neue Recht ließ ab da Gewerkschaften zu. Verbände allerdings blieben weiterhin verboten. Die Staatsmacht versuchte trotz allem weiterhin mit allen Mitteln, die Gewerkschaften zu bekämpfen und ihren Einfluss niedrig zu halten. 
Die Schließungen im Jahr 1870 lösten neue Proteste und mehrtägige Krawalle aus, was die Regierung zu einem neuen Koalitionsgesetz veranlasste. In der Folgezeit wurden die Verurteilten amnestiert.
Zweimal in der neueren österreichischen Geschichte hat der Staat versucht, der in die Illegalität gedrängten sozialistischen Bewegung durch Hochverratsprozesse gegen die Parteiführung den Garaus zu machen: 1870 im Wiener Hochverratsprozess und 1936 im großen Sozialistenprozess. Beide Male waren die Behörden durch Verräter und Spitzel fast lückenlos über die Aktivitäten der Parteiführung informiert und konnten fast alle leitenden Persönlichkeiten verhaften.
Diese behördlichen Verfolgungen, wie der Hochverratsprozess 1870, vermochten allerdings auch die Entfaltung der Bewegung nicht zu verhindern.